# Mojo Agung
Mojo Agung is een bestuurslaag in het regentschap Nganjuk van de provincie Oost-Java, Indonesië. Mojo Agung telt 2964 inwoners (volkstelling 2010).